# آپاسوو
آپاسوو (انگلیسی: Apasevo) یک شهرک در شهرستان کراسنوکامسکی استان باشقیرستان کشور روسیه است.